# Jan Kostka (kasztelan zakroczymski)
Jan Kostka herbu Dąbrowa (zm. 1576) – kasztelan zakroczymski.
W 1573 roku potwierdził elekcję Henryka III Walezego na króla Polski.

## Rodzina
Syn Nawoja (zm. po 1530), sekretarza królewskiego i chorążego ciechanowskiego. Poślubił Małgorzatę Kryską, córkę Pawła, wojewody mazowieckiego. Z małżeństwa urodziło się dwóch synów: św. Stanisław Kostka (1550–1568) i Paweł (zm. 1607), chorąży ciechanowski, i dwie córki. Obie zostały żonami późniejszych kasztelanów sierpeckich: Mikołaja Narzymskiego i Stanisława Radzanowskiego.

## Pełnione urzędy
Początkowo podsędek, następnie stolnik ciechanowski. Od 1564 piastował urząd kasztelana zakroczymskiego.
Był dziedzicem Turowa i Rostkowa.